# Кройцпайнтнер, Марко
Марко Кройцпайнтнер (нем. Marco Kreuzpaintner; род. 1977) — немецкий кинорежиссёр.

## Биография
Марко Кройцпайнтнер родился 11 марта 1977 года в городе Розенхайме. Изучал историю искусств в Университете Зальцбурга (нем. Universität Salzburg).
Начинал свою кинокарьеру с работы в рекламе и работой ассистентом у Петера Лилинталя (нем. Peter Lilienthal) и Эдгара Рейца (нем. Edgar Reitz). В 1999 году снимает свой первый короткометражный фильм, а в 2001 году его короткометражка (нем. «Der Atemkünstler») номинируется на немецкую премию «First Steps Award».
В 2003 году снимает свой первый полнометражный фильм «Целиком». Следующий фильм — «Летний шторм», снятый в 2004 году, приносит ему несколько наград и международную известность. В одном из интервью Кройцпайнтнер признался, что в «Летнем шторме» он практически описал историю своего камин-аута.
В 2007 году Кройцпайнтнер работает над проектом Роланда Эммериха — «Рабство». В 2008 экранизирует роман Отфрида Пройслера «Крабат, или Легенды старой мельницы».

## Фильмография
- 1999 — Entering Reality (короткометражка) (продюсер, автор идеи, режиссёр)
- 2000 — Nebensächlichkeiten (короткометражка) (режиссёр)
- 2000 — Der Atemkünstler (короткометражка) (продюсер, автор сценария, режиссёр)
- 2002 — REC-кассетные девочки/кассетные мальчики / REC — Kassettenjungs/Kassettenmädchen (режиссёр)
- 2003 — Целиком / Ganz und gar (режиссёр)
- 2004 — Летний шторм / Sommersturm (автор сценария, режиссёр)
- 2006 — Облако / Die Wolke (автор сценария)
- 2007 — Рабство / Trade (режиссёр)
- 2008 — Крабат. Ученик колдуна / Krabat (автор сценария, режиссёр)
- 2019 — Дело Коллини (режиссёр)